# Gele ringboleet
De gele ringboleet (Suillus grevillei) is een paddenstoel uit de familie Suillaceae. De paddenstoel komt voor onder lariks, vooral langs paden en bosranden, op voedselarme zand- en leemgronden. De gele ringboleet staat op de Nederlandse Rode lijst van paddenstoelen als kwetsbaar.

## Uiterlijk
Een middelgrote ringboleet met goudgele tot oranjebruine, slijmerige hoed, gele buisjes met kleine, ronde, hoekige, poriën, die bij druk bruin verkleuren. Steel stevig, cilindrisch, boven de ring citroengeel, glad, onder de ring bruin gestreept tot gevlekt. Velum aanwezig als een wit tot bleekgeel vlies tussen hoedrand en steel, later als wittige velumresten aan de hoedrand en een smalle ring aan de steel. Vlees in steel stevig, zacht in hoed, bleek tot helder citroengeel, bij doorsnede met name in de steel roze verkleurend. Smaak aangenaam, zurig. Geur onopvallend tot fruitig. Gemakkelijk te herkennen aan de kleur, ring om de steel, en groeiplaats bij Lariks. 
Puur witte vormen komen zeldzaam voor en werden wel onderscheiden als een aparte soort: S. hololeucus. De eerste vondst van deze "soort" in Nederland, uit de hortus in Haren, had een witte sporenfiguur en was dus een echte albino vorm van de gele ringboleet. 

## Vergelijkbare soorten
De bruine ringboleet (Suillus luteus) groeit bij dennen met een chocoladebruine hoed en een steeltop met donkere klierpuntjes.

## Ecologie
De gele ringboleet boletus is een mycorrhizapartner van de lariksen; in Midden-Europa komt hij vrijwel altijd voor bij de Europese lariks. Vondsten onder andere larikssoorten zijn zeer zeldzaam; in uitzonderlijke gevallen is hij ook onder Douglassparren aangetroffen. Er worden geen bijzondere eisen gesteld aan de bodemgesteldheid; alleen zeer droge locaties en natte heidevelden worden vermeden. De vruchtlichamen verschijnen in Centraal-Europa van juni tot november, zeldzamer al in mei.

## Culinaire waarde
De jonge gele ringboleet is eetbaar, maar heeft weinig smaak en het slijm moet wel eerst verwijderd worden.

## Foto's

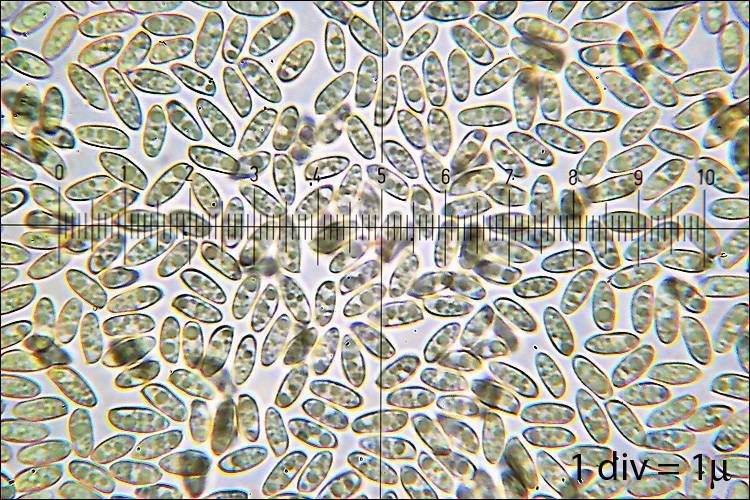
Sporen